# Unsichtbares rosafarbenes Einhorn

Eine Abbildung des unsichtbaren rosafarbenen Einhorns im Stil eines Wappentiers

Das Unsichtbare rosafarbene Einhorn (englisch invisible pink unicorn, abgekürzt IPU) ist die weibliche Gottheit einer Religionsparodie, die damit theistische Glaubensansichten parodieren will. Zentrales Element ist die Einhorngestalt der Göttin, die paradoxerweise sowohl unsichtbar als auch rosafarben sein soll. Die Idee stammt aus der englischsprachigen Newsgroup alt.atheism, wo die Figur am 18. Juli 1990 erstmals erwähnt wurde.
Das Phänomen erreichte besonders auf Websites und in Online-Diskussionsforen mit atheistischem Hintergrund eine gewisse Popularität, die einerseits wohl auf dem humoristischen Element beruht, andererseits aber auch auf der beabsichtigten satirischen Kritik am Theismus. Durch das „Bekenntnis“ zum unsichtbaren rosafarbenen Einhorn soll auch gezeigt werden, dass es schwierig bis unmöglich sei, den Glauben an Phänomene, die sich außerhalb der gewöhnlichen menschlichen Wahrnehmungsmöglichkeiten befinden, zu widerlegen.
Mit dem unsichtbaren rosafarbenen Einhorn soll auf die schlechte logische Untermauerung des Glaubens an Übernatürliches aufmerksam gemacht werden, beispielsweise durch die bloße Ersetzung des Wortes „Gott“ in theistischen Texten durch die Wörter „unsichtbares rosafarbenes Einhorn“. In den FAQ von alt.atheism heißt es dazu:

„Der Sinn dieser Albernheit besteht darin, den Theisten vor Augen zu führen, dass ihre Predigten den Atheisten wahrscheinlich ebenso glaubwürdig und ernsthaft erscheinen wie ihnen selbst das Predigen des unsichtbaren rosafarbenen Einhorns durch die Atheisten […]“

## Geschichte
Das IPU wurde offenbar hauptsächlich in der Netzkultur populär: Zusätzlich zu alt.atheism, wo das IPU noch oft in Diskussionen auftaucht, gibt es einige Webseiten, die sich der Gottheit widmen. Die früheste nachweisbare schriftliche Erwähnung fand 1990 in der Usenet-Gruppe alt.atheism statt, wo die Göttin „offenbart“ wurde. Aber es gibt auch andere Berichte, nach denen das IPU bereits vor 1990 in Gesprächen thematisiert wurde. Vermutlich war die Gottheit also bereits vor 1990 bekannt.
Das Konzept wurde von 1994 bis 1995 von einigen College-Studenten auf der ISCA-Mailbox weiterentwickelt. Sie schrieben ein Manifest (vermutlich inzwischen verloren), das eine detaillierte, unsinnige, aber dennoch innerlich konsistente Religion begründet, die auf einer Mehrzahl unsichtbarer rosafarbener Einhörner basiert. Aus diesem Manifest stammt eines der bekannteren Zitate:

„Unsichtbare, rosafarbene Einhörner sind Wesen mit großer spiritueller Macht. Wir wissen dies, da sie fähig sind, gleichzeitig rosafarben und unsichtbar zu sein. Wie alle Religionen basiert der Glaube an das Unsichtbare rosafarbene Einhorn auf Glauben und Logik: Wir glauben, dass es rosafarben ist, aber logisch betrachtet wissen wir, dass es unsichtbar ist, da wir es nicht sehen können.“

Eleys Manifest erklärte einige weitere absonderliche Aspekte des Glaubens an das IPU, wie zum Beispiel die Vorliebe für Rosinenbrot (symbolisiert das sich ausbreitende Universum) und die Verbindung zu verlorenen Socken. Eley nannte sich selber den „Obersten Advokaten und Sprecher“ der Religion und benannte eine Reihe von Hohepriestern, gemäß der Überzeugung, dass der, der die Evangelien schreibt, die wahre Macht innehat und auch niemals gemartert wird. Die erste dieser Hohepriesterinnen war Natalie Overstreet, die auch obiges Zitat durch ihre Usenet-Signatur bekannt machte.

## Glaubenssätze
Üblicherweise wird bei der Diskussion über das Einhorn darauf verwiesen, dass wegen seiner Unsichtbarkeit niemand seine Nichtexistenz beweisen könne. Die beiden definierenden Eigenschaften „Unsichtbarkeit“ und „rosa Farbe“ sind inkonsistent und widersprüchlich, was Teil der Satire ist.
Es gibt unter den vorgeblichen Anhängern Dispute um weitere Attribute des unsichtbaren rosafarbenen Einhorns, so beispielsweise darum, ob die Unsichtbarkeit etwa nur für diejenigen bestehe, die nicht an das Einhorn glauben. In diesen teilweise verschlungenen Debatten wird oft kunstvoll argumentiert, wodurch die Ernsthaftigkeit der komplizierten theologischen Dispute verschiedener Religionen parodiert wird. Konsens besteht meist gerade über die für eine Göttin am unpassendsten erscheinenden angeblichen Eigenschaften. So soll das Einhorn eine Vorliebe für Pizza mit Schinken und Ananas pflegen. Einige Vegetarier bestreiten dies jedoch und behaupten, die Göttin ziehe Pilze dem Schinken vor, über die Ananas besteht jedoch weitgehende Einigkeit. Ebenso gilt als allgemein anerkannt, dass das Unsichtbare rosafarbene Einhorn Salami verschmäht.
Eine andere von den meisten Anhängern geteilte Auffassung ist die, dass das Unsichtbare rosafarbene Einhorn Socken „entrückt“. Dies soll die Erklärung für das anders angeblich unerklärliche Verschwinden von Socken sein. Das Verschwinden von Socken aus der Wäsche wird von „Gläubigen“ als Zeichen der Zuneigung der Göttin interpretiert, von anderen aber auch als Zeichen ihrer Missgunst. Für einige kommt es auf die Art der entrückten Socken an. „Sektenkritiker“ empfehlen jedoch, den Grund für die verschwundenen Kleidungsstücke in der Waschmaschine zu suchen.
Die Stelle, die in den abrahamitischen Religionen vom Teufel eingenommen wird, besetzt im religiösen Weltbild der Einhorngläubigen die Lila Auster.

„Und ich sah die Unwürdigkeit in IHREN Augen, denn ich war ein Sünder, verdammt dazu, mein Dasein in Gegenwart der unheiligen Lila Auster zu fristen, ihre Schale zu bohnern und ihre verachtenswürdigen, schleimigen Füße zu massieren. Denn sie hat wahrlich Füße und auch Beine und Zehen, die ihr Herrschaft verleihen über die Muscheln des Meeres und ihr erlauben, zu den Kindern des Menschengeschlechts zu wandeln, um sie bis zur Zerstörung zu verführen.“

Die Lila Auster (englisch Purple Oyster, manchmal Purple Oyster of Doom „Lila Auster der Verdammnis“) soll einmal eine Dienerin des unsichtbaren rosafarbenen Einhorns gewesen sein, die verstoßen wurde, als sie Gläubige zur ketzerischen Ansicht verführt habe, dass Salamipizza mit Pilzen der Göttin besser gefalle als solche mit Ananas und Schinken. Am letzten Tage, dem „Tag von Hafer und Heu“, erwarten die Anhänger des Glaubens die Beilegung der Feindschaft und den Wiedereintritt der Auster in die Dienste der Göttin.
Ungläubige soll das Unsichtbare rosafarbene Einhorn laut Eleys Manifest angeblich mit Stichen seines Horns strafen. Insektenstiche, die üblicherweise auf Stechmücken zurückgeführt werden, würden nicht von diesen verursacht. Die Mücken umschwirrten lediglich die Göttin und stächen nicht selbst.

## Ikonografie
Darstellungen des unsichtbaren rosafarbenen Einhorns zeigen üblicherweise entweder ein verblassendes rosa Fabeltier oder schlicht nichts. Auf Fotos von „Sichtungen“, die als Scherz im Web veröffentlicht wurden, ist stets nichts anderes zu erkennen als eine unspektakuläre Ansicht des Ortes, an dem die Sichtung angeblich stattgefunden haben soll – die Göttin selbst ist immer „unsichtbar“.
Benutzer von alt.atheism entwarfen auch ein Logo mit einem stilisierten Einhornkopf. Verschiedene Anbieter vertreiben mittlerweile T-Shirts, Kaffeetassen und andere Artikel mit diesem Zeichen. Ein Anbieter dieser Artikel beschreibt das Einhornlogo als subtiles Mittel für Atheisten, um Gesinnungsgenossen zu erkennen, ohne ein Zeichen verwenden zu müssen, das religiöse Menschen kränken könnte.
Der Name des unsichtbaren rosafarbenen Einhorns wird im scherzhaften Diskurs stets von bekräftigenden Beiworten begleitet, was an die islamische Sitte erinnert, den Namen der Propheten Eulogien beizufügen. Diese werden oft abgekürzt. Es folgen verbreitete Formeln mit ihren Übersetzungen und Abkürzungen.
- Blessed Be Her Holy Hooves („Gesegnet seien Ihre Heiligen Hufe“) / bbhhh
- Peace Be Unto Her („Frieden sei mit Ihr“) / pbuh
- May Her Hooves Never Be Shod („Mögen Ihre Hufe niemals beschlagen werden“) / mhhnbs

## Ähnliche Phänomene
Der Wissenschaftsautor Carl Sagan entwickelte in seinem Buch Der Drache in meiner Garage die Idee eines unsichtbaren Drachens, der hitzeloses Feuer spucke.
Von der US-amerikanischen Freidenkerbewegung ist bekannt, dass im Unterricht ihrer Sommerlager (Camp Quest) zu vergleichbaren religionskritischen Zwecken neben zwei unhörbaren Einhörnern ein hypothetischer „unsichtbarer grüner Drache“ diskutiert wird.